# Saint-Georges-sur-Meuse
Saint-Georges-sur-Meuse é um município da Bélgica localizado no distrito de Waremme, província de Liège, região da Valônia.